# 富山県を舞台とした作品一覧
富山県を舞台とした作品一覧（とやまけんをぶたいとしたさくひんいちらん）では、富山県内を舞台、モチーフ、ロケーションとした小説、映画、ドラマ、漫画・アニメーション作品等について記述する。

## 小説
- 愛の流刑地
- 蒼き山嶺 （馳星周）
- 青桐（木崎さと子）
- 怒りの北陸本線（西村京太郎）
- 美しき氷河（室生犀星）
- 越中八尾、恩讐の殺人（石川真介）
- シンデレラ名古屋嬢殺人事件（石川真介）
- 押絵と旅する男（江戸川乱歩）
- 風の殺意 おわら風の盆（西村京太郎）
- 風の盆・幻想（内田康夫）
- 風の盆恋歌
- 風の盆殺人事件 越中おわら（和久峻三）
- 義血侠血
- 木曽義仲（小川由秋）
- 京都ー宇奈月トロッコ秘湯殺人事件（吉村達也）
- 疑惑 (松本清張)
- 黒部-アルプス殺意の岸壁（生田直親）
- 黒部川殺意の峡谷（生田直親）
- 黒部峡谷殺人事件（梓林太郎）
- 黒部殺人源流（梓林太郎）
- 黒部の山賊（伊藤正一）
- 黒部の太陽（木本正次）
- 黒部ルート殺人旅行（斎藤栄）
- けものみち（松本清張）
- 高熱隧道
- 琥珀（浅田次郎）
- 佐々成政己の信念に生きた勇将（群順次）
- 殺人行・剣岳（梓林太郎）
- 沙羅沙羅越え（風野真知雄）
- 蜃気楼（柴田錬三郎）
- 蜃気楼（内田康夫）
- 蜃気楼の町（山室静）
- 神通川（新田次郎）
- 新・平家物語（吉川英治）- 倶利伽羅峠の戦い
- スーパー雷鳥殺人事件（西村京太郎）
- 遭難 (松本清張)
- 蒼龍の系普（木々康子）
- 立山黒部アルペンルート殺人事件（荻原秀夫）
- 立山雷鳥沢殺人事件（梓林太郎）
- 立山連峰殺人事件（梓林太郎）
- 七夕の町（井上靖）
- 谷間の女たち（森山啓）
- 剣岳岩尾根殺人事件（生田直親）
- 劒岳 点の記（新田次郎）
- 鶴のいた庭
- 田園発　港行き自転車（宮本輝）
- 天地人（火坂雅志）
- 天と地と（海音寺潮五郎）
- 天の夜曲 流天の海第4部（宮本輝）
- 天の夕顔（中河与一）
- 透明な遺書（内田康夫）
- 十津川警部特急街道の殺人（西村京太郎）
- 巴御前（富田常雄）
- とやま地獄谷殺人事件（中津文彦）
- 富山地方鉄道殺人事件（西村京太郎）
- ドラマチックチルドレン（乃南アサ）
- 長い道（柏原兵三）
- 納棺夫日記（青木新門）
- 花はくれない（佐藤愛子）
- ハラスメントゲーム
- 票民宇三郎（井伏鱒二）
- 螢川（宮本輝）
- ホワイトアウト
- 未確認尾行物体（島田雅彦）
- 無告の記（岩倉政治）
- よい子はマネしないでね（柴田理恵）
- 緑雨の回廊（樋口京輔）
- ローカル線に紅の花が散る（辻真先）

### 古典・紀行・その他
- 奥の細道
- 街道をゆく4（司馬遼太郎）
- 義経記 - 安宅関
- 黒部の谷のトロッコ電車（横溝英一）
- 時刻表2万キロ（宮脇俊三）
- 立山ガイドの系譜（安川茂雄）
- 日本百名山（深田久弥）
- 花の百名山（田中澄江）
- 平家物語 - 倶利伽羅峠
- 万葉集
- 札所の霊験-(六代目　三遊亭圓生）

## 映画
- 逢いたい (映画)
- 愛の流刑地
- アオハライド
- あなたへ (森沢明夫)
- 魚津のパン屋さん
- 牛首村
- おおかみこどもの雨と雪
- 押絵と旅する男
- カノン (2016年の映画)
- ガメラ対宇宙怪獣バイラス
- キトキト!
- 疑惑 (松本清張)
- 黒部の太陽
- げんげ
- 三大怪獣 地球最大の決戦
- 四月の永い夢
- 少年時代
- 人生の約束
- ストロベリーショートケイクス
- 大怪獣決闘 ガメラ対バルゴン
- 大コメ騒動
- 瀧の白糸
- TAKAOcan Dream〜がんばれ!サンダーバーズ!!〜
- 追憶 (2017年の映画)
- 釣りバカ日誌13 ハマちゃん危機一髪!
- 劒岳 点の記
- デンサン
- 父ちゃんのポーが聞える
- DRIVE (映画)
- トラック野郎・熱風5000キロ
- ナラタージュ
- 脳男
- ばぁちゃんロード
- 8月のクリスマス
- 春を背負って
- 羊の木
- ほしのふるまち
- 螢川
- ホワイトアウト
- 真白の恋
- 夢売るふたり
- ゆるゆり なちゅやちゅみ!
- 乱反射
- RAILWAYS 愛を伝えられない大人たちへ
- 鳩の撃退法
- ここは退屈迎えに来て
- 君の膵臓をたべたい(劇場アニメ)[1]
- 大室家

## 舞台
- 善知鳥
- 黒部の太陽
- 瀧の白糸

## テレビドラマ
- 浅田次郎ドラマスペシャル琥珀
- 女警察署長・美佐子
- 上条麗子の事件推理7
- 黒部の太陽
- 警察庁特別監察官 氷の女・氷室透子
- 恋仲
- さすらい署長 風間昭平第4作
- 実録犯罪史シリーズ『最期のドライブ』
- 新・赤かぶ検事奮戦記第2作、7作,13作
- 絶壁～山岳警備隊、疾走る～
- 捜査検事・近松茂道 第11作「越中富山・こきりこ哀歌」
- 瀧の白糸
- 鉄道警察官・清村公三郎第4作
- 虹の設計
- まんが道
- 夜の花火
- 凛凛と
- 最愛
- コトコト〜おいしい心と出会う旅〜

## 漫画
- A.I.C.O. Incarnation
- Another
- 美味しんぼ
- 少年時代
- strawberry shortcakes
- 送球ボーイズ
- 月影ベイベ
- 鉄本 (吉田戦車)
- 永久×バレット 新湊攻防戦（作：モリオン航空 画：藤村緋二）[2]
- ほしのふるまち
- まんが道
- 名物!たびてつ友の会4巻（山口よしのぶ）
- ゆるゆり

## テレビアニメ
- A.I.C.O. Incarnation
- Another
- クロムクロ
- 恋旅〜True Tours Nanto
- サクラクエスト
- true tears (アニメ)
- 富山観光アニメプロジェクト
- PERSONA -trinity soul-
- マイの魔法と家庭の日
- まんが日本昔ばなし「十六人谷」「人形山」
- ゆるゆり

## その他のテレビ番組
- 日本百名山 立山、剣岳
- にっぽん百名山
- プロジェクトX
  - 第14回「厳冬黒四ダム 断崖絶壁の輸送作戦」
  - 第103回「魔の山遭難」